# Spaubeek
Spaubeek (en limbourgeois Sjpaubik) est un village néerlandais situé dans la commune de Beek, dans la province du Limbourg néerlandais. Le 1er janvier 2005, le village comptait 3 720 habitants.

## Histoire
Le 1er janvier 1982, la commune Spaubeek perd son indépendance. Elle est rattachée à la commune de Beek, dont le village fait toujours partie.